# Jayden Danns
Jayden Danns (Liverpool, 16 januari 2005) is een Engels voetballer die bij voorkeur als aanvaller speelt. Hij speelt bij Liverpool.

## Clubcarrière
Danns werd geboren in Liverpool en sloot zich op achtjarige leeftijd aan bij de lokale voetbalclub Liverpool. Op 21 februari 2024 debuteerde hij in de Premier League tegen Luton Town. Zeven dagen later scoorde hij tweemaal in de League Cup tegen Southampton.